# Anthrax angulata
Anthrax angulata är en tvåvingeart som beskrevs av Brethes 1909. Anthrax angulata ingår i släktet Anthrax och familjen svävflugor. Inga underarter finns listade i Catalogue of Life.